# يوتاكا ناكانو
يوتاكا ناكانو (بالكانا:なかの ゆたか) هو ممثل ياباني، ولد في 10 يناير 1951 في اليابان.

## أعمال

### مسلسلات أنمي تلفزيونية
- دريفترز - تامون ياماغوتشي
- كوتورا-سان - أوشو

### أفلام
- (1995) غوست إن ذا شيل[4]
- (2004) صدام النينجا في أرض الثلج

## وصلات خارجية
- يوتاكا ناكانو على موقع IMDb (الإنجليزية)
- يوتاكا ناكانو على موقع ألو سيني (الفرنسية)
- يوتاكا ناكانو على موقع ميوزك برينز (الإنجليزية)
- يوتاكا ناكانو على موقع أول موفي (الإنجليزية)
- يوتاكا ناكانو على موقع قاعدة بيانات الفيلم (الإنجليزية)
- يوتاكا ناكانو على موقع كينوبويسك (الروسية)
- يوتاكا ناكانو على موقع ANN person (الإنجليزية)